# Chaetodon kleinii
Chaetodon kleinii är en fiskart som beskrevs av Bloch, 1790. Chaetodon kleinii ingår i släktet Chaetodon och familjen Chaetodontidae. IUCN kategoriserar arten globalt som livskraftig. Inga underarter finns listade i Catalogue of Life.